# Valea lui Enache
Valea lui Enache – wieś w Rumunii, w okręgu Ardżesz, w gminie Băiculești. W 2011 roku liczyła 588 mieszkańców.